# Плеханов, Иван Ефимович
Иван Ефимович Плеханов (1917—2005) — советский военный лётчик. Участник Великой Отечественной войны. Герой Советского Союза (1943). Гвардии полковник.

## Биография
Родился 14 (27) сентября 1917 года в селе Ильинка Тимского уезда Курской губернии Российской Республики (ныне село Пристенского района Курской области Российской Федерации) в семье крестьянина. Русский. Окончил 7 классов и 1 курс Курского железнодорожного техникума.
В ряды Рабоче-крестьянской Красной Армии призван в 1936 году. Окончил Качинскую Краснознамённую военную авиационную школу имени А. Ф. Мясникова в 1938 году. Служил в 16-м истребительном авиационном полку 57-й истребительной авиационной бригады войск ПВО Московского военного округа, который дислоцировался на аэродроме в Малаховке Московской области. Незадолго до начала войны полк вошёл в состав 6-го истребительного авиационного корпуса ПВО Москвы.
В боях с немецко-фашистскими захватчиками лейтенант с 22 июня 1941 года. Воевал на самолётах МиГ-3 и Кёртисс P-40. С первых дней войны участвовал в патрулировании воздушных подступов к Москве. В августе 1941 года был переведён в 17-й истребительный авиационный полк 6-го истребительного авиационного корпуса ПВО Москвы, который вскоре убыл на Ленинградский фронт, где вошёл в состав 39-й истребительной авиационной дивизии. Участник обороны Ленинграда.
Первый вражеский истребитель Ме-109 сбил 17 сентября 1941 года в небе над деревней Кипуя Волховского района Ленинградской области. К началу 1942 года был произведён в старшие лейтенанты и переведён в 158-й истребительный авиационный полк 7-го истребительного авиационного корпуса Ленинградской армии ПВО Ленинградского фронта, где был назначен командиром авиационного звена и заместителем командира авиационной эскадрильи.
26 июня 1942 года стремясь разрушить железнодорожный мост и взорвать плотину Волховской ГЭС, немцы предприняли массированный налёт, в котором участвовало 56 бомбардировщиков Ю-88 и 12 истребителей Ме-109. Пять советских истребителей, ведомые старшим лейтенантом Плехановым, вступили в бой и заставили немецкие бомбардировщики сбросить бомбы в болото и отступить. В ходе воздушного боя было сбито 13 вражеских самолётов, 2 из которых на личном счету Плеханова. В этом бою получил ранения в лицо и руку и до конца июля 1942 года находился на излечении. 28 июля 1942 года он повёл четвёрку истребителей на прикрытие наземных войск и вступил в бой с 9-ю бомбардировщиками Ю-87 и 12-ю истребителями Ме-109. В неравном бою группа Плеханова одержала победу и без потерь вернулась на свой аэродром. Иван Ефимович в этом бою сбил 3 немецких самолёта. 2 августа 1942 года старший лейтенант И. Е. Плеханов повёл четвёрку истребителей на перехват большой группы бомбардировщиков, следовавших под прикрытием истребителей, при этом Иван Ефимович сбил два Ю-88. В завязавшемся воздушном бою группой Плеханова было сбито семь вражеских самолётов. Остальные, не достигнув цели, повернули обратно. В тот же день в районе Урицка (ныне в черте города Санкт-Петербурга) в составе четвёрки истребителей И. Е. Плеханов вступил в бой с 8-ю истребителями противника. В воздушном бою сбил один Ме-109, но разрывом снаряда Ивану Ефимовичу оторвало правую руку. После лечения в госпитале был признан негодным к лётной службе.
К августу 1942 года совершил 244 боевых вылета и в 34 воздушных боях лично сбил 11 самолётов противника. Звено под командованием Ивана Ефимовича совершило 518 боевых вылетов и в 50 воздушных боях сбило 13 вражеских самолётов.
Указом Президиума Верховного Совета СССР «О присвоении звания Героя Советского Союза начальствующему составу Военно-Воздушных сил Красной Армии» от 28 января 1943 года за «образцовое выполнение боевых заданий командования на фронте борьбы с немецкими захватчиками и проявленные при этом отвагу и геройство» удостоен звания Героя Советского Союза с вручением ордена Ленина и медали «Золотая Звезда».
После госпиталя вернулся на аэродром Люберцы под Москвой и конца войны в звании капитана служил преподавателем Люберецкой Высшей офицерской школы воздушного боя.
После войны продолжал службу в Главном штабе ВВС СССР. В 1956 году в звании полковника уволился в запас. Работал в Первомайском райисполкоме города Москвы. Скончался 19 апреля 2005 года. Похоронен в Москве, на Троекуровском кладбище.

## Награды
- Медаль «Золотая Звезда» (28.01.1943);
- орден Ленина (28.01.1943);
- орден Красного Знамени (16.08.1942);
- орден Отечественной войны 1 степени (1985);
- два ордена Красной Звезды (19.08.1942; 19.11.1951);
- медали, в том числе:
- медаль «За оборону Москвы»,
- медаль «За оборону Ленинграда»,
- Медаль «За Победу над Германией в Великой Отечественной войне 1941-1945 гг.»,
- Медаль «За боевые заслуги».

## Список известных личных побед И. Е. Плеханова
| Согласно данным М. Ю. Быкова | Согласно данным М. Ю. Быкова | Согласно данным М. Ю. Быкова | Согласно данным М. Ю. Быкова |
| №                            | Дата                         | Тип самолёта                 | Место боя                    |
| ---------------------------- | ---------------------------- | ---------------------------- | ---------------------------- |
| 1                            | 17.03.1942                   | Messerschmitt Bf.109         | Погостье                     |
| 2                            | 17.03.1942                   | Messerschmitt Bf.109         | Погостье                     |
| 3                            | 16.05.1942                   | Messerschmitt Bf.109         | Урицк                        |
| 4                            | 29.05.1942                   | Messerschmitt Bf.109         | Липки                        |
| 5                            | 10.06.1942                   | Junkers Ju 88                | озеро Люкосаргское           |
| 6                            | 26.06.1942                   | Junkers Ju 88                | Погостье                     |
| 7                            | 26.06.1942                   | Junkers Ju 88                | Залесье                      |
| 8                            | 02.08.1942                   | Junkers Ju 87                | Урицк                        |

| Согласно наградным листам | Согласно наградным листам | Согласно наградным листам | Согласно наградным листам |
| №                         | Дата                      | Тип самолёта              | Место боя                 |
| ------------------------- | ------------------------- | ------------------------- | ------------------------- |
| 1                         | 17.09.1941                | Messerschmitt Bf.109      | Кипуя                     |
| 2                         | 23.02.1942                | Messerschmitt Bf.109      | Жихарево                  |
| 3                         | 15.03.1942                | Messerschmitt Bf.109      | Погостье                  |
| 4                         | 16.05.1942                | Messerschmitt Bf.109      | Урицк                     |
| 5                         | 29.05.1942                | Messerschmitt Bf.109      | Пупышево                  |
| 6                         | 10.06.1942                | Junkers Ju 88             | Войбокало                 |
| 7                         | 26.06.1942                | Junkers Ju 88             | Гостинополье              |
| 8                         | 26.06.1942                | Junkers Ju 88             | Пупышево                  |
| 9                         | 02.08.1942                | Junkers Ju 87             | Урицк                     |
| 10                        | 02.08.1942                | Junkers Ju 87             | Урицк                     |
| 11                        | 02.08.1942                | Messerschmitt Bf.109      | Урицк                     |

## Память
- Мемориальная доска в честь Героя Советского Союза И. Е. Плеханова установлена в Москве по адресу 6-я Парковая улица, д. 13.
- Имя Героя Советского Союза И. Е. Плеханова увековечено на мемориальном комплексе в посёлке Глебычево Выборгского района Ленинградской области.

## Документы
- Общедоступный электронный банк документов «Подвиг Народа в Великой Отечественной войне 1941—1945 гг.» Дата обращения: 7 июня 2012. Архивировано из оригинала 13 марта 2012 года.

Представление к званию Героя Советского Союза. Дата обращения: 7 июня 2012. Архивировано 24 сентября 2012 года.
Орден Красного Знамени. Дата обращения: 7 июня 2012. Архивировано 24 сентября 2012 года.